# David Worth Clark

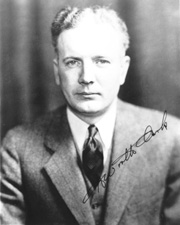
David Worth Clark

David Worth Clark (* 2. April 1902 in Idaho Falls, Idaho; † 19. Juni 1955 in Los Angeles, Kalifornien) war ein US-amerikanischer Politiker.

## Biografie

### Frühes Leben
D. Worth Clark wuchs als einziger Sohn von David Worth und Nellie Clark im Bonneville County auf, wo er die Pflichtschule besuchte. Er graduierte 1922 an der University of Notre Dame und erhielt drei Jahre später, 1925, seinen Abschluss in Rechtswissenschaften an der Harvard University. Im selben Jahr eröffnete er in Pocatello (Idaho) eine Anwaltskanzlei.
1933 wurde Clark zum Stellvertretenden Generalstaatsanwalt von Idaho ernannt, ein Amt, welches er bis 1935 bekleidete.

### Politische Karriere
1935 kandidierte Clark für die Demokraten mit Erfolg für einen Sitz im US-Kongress. Er amtierte vier Jahre lang, vom 3. Januar 1935 bis zum 3. Januar 1939.
Bereits 1938 gab Clark seine Kandidatur für das Amt des US-Senators bekannt und gewann die Wahl im Herbst desselben Jahres. Clark amtierte eine Legislaturperiode, bis zum 3. Januar 1945; ein Wiederwahlversuch im Herbst 1944 verlief erfolglos.

### Spätes Leben
1950 kandidierte Clark erneut als Senator, unterlag jedoch seinem republikanischen Herausforderer Herman Welker. Er zog sich daraufhin ins Privatleben zurück und praktizierte weiterhin als Anwalt, zunächst in Boise und später in Washington, D.C.
Außerdem betätigte sich Clark als Geschäftsmann, der in Van Nuys und San Francisco (Kalifornien), sowie in Honolulu (Hawaii) in den Aufbau von drei Radiostationen investierte. Auch floss ein Teil seines Vermögens in den Aufbau einer Bank in Las Vegas. Im November 1954 zog Clark mit seiner Frau Virgil, mit der er seit 1926 verheiratet war, nach Los Angeles. Hier starb er, nur sieben Monate später, im Alter von 53 Jahren.